# Opération Manjača Mountains
Seconde Guerre mondiale
Batailles
Opérations anti-partisans en Croatie
L'opération Manjača Mountains est une opération anti-partisans menée par les forces allemandes et croates du 30 septembre-9 octobre 1942 destinée à détruire des groupes de partisans.

## But de l'opération
L'opération avait pour but la destruction des groupes de partisans dans les montagnes de Manjača, situées à 25 km au Sud-Ouest de Banja Luka dans l'Ouest de la Bosnie.
| \| montagnes de Manjača Banja Luka \| |
| montagnes de Manjača Banja Luka       |

## Forces en présence
Forces de l'Axe
 Reich allemand
- 3e bataillon du Grenadier-Regiment 721 de la 714e division d'infanterie
- Panzer-Regiment 202 (éléments)
- Artillerie-Abteilung 661 de la 714e division d'infanterie
- Nachrichten-Kompanie 714 de la 714e division d'infanterie
- Pionier-Kompanie 714 de la 714e division d'infanterie

 État indépendant de Croatie
- 1 bataillon de recrues (5 compagnies)
- 2e et 5e compagnies du bataillon de volontaires oustaches de Banja Luka
- 8e groupe d'artillerie (éléments)
- 1er, 2e et 3e compagnies de la brigade de gendarmerie de Petrinja
- 12e et 29e compagnie du 11e régiment d'infanterie de la brigade de Petrinja
- 2e et 3e compagnie aérienne de la brigade de Petrinja

Résistance
 Partisans
- 6 brigades de Partisans
- 2 détachements NOP

## L'opération
Le déroulement et le résultat de l'opération ne sont pas clairs. Il est possible que cette opération ait été une partie de l'opération Jajce I qui était en cours dans la même zone.

## Bilan
Les rapports allemands indiquent que leurs pertes et celles de leurs alliés croates étaient minimes, tandis que, selon eux, 130 partisans auraient tués.